# Darius Boyd
Pour les articles homonymes, voir Boyd.

a Compétitions nationales et continentales officielles uniquement.

b Matchs officiels uniquement.
Darius Boyd, né le 17 juillet 1987 à Brisbane (Queensland) est un joueur de rugby à XIII australien évoluant au poste d'ailier, arrière ou de centre dans les années 2000 et 2010. Il fait ses débuts en National Rugby League avec les Brisbane Broncos en 2006, rejoint ensuite les St. George Illawarra Dragons en 2009 puis les Newcastle Knights en 2012. Il prend part au State of Origin avec le Queensland depuis 2008, et est également appelé en sélection d'Australie avec laquelle il remporte le titre de champion du monde en 2013.

## Palmarès
- Collectif :
  - Vainqueur de la Coupe du monde : 2013.
  - Vainqueur du Tournoi des Quatre Nations : 2011 et 2016.
  - Vainqueur du National Rugby League : 2006 & 2010.

- Individuel :
  - Élu meilleur joueur de la finale de la National Rugby League : 2010.

## Détails

### En club
| Saison                             | Club                               | Compétition                        | Matchs | Points | Essais | Buts | Drop |
| ---------------------------------- | ---------------------------------- | ---------------------------------- | ------ | ------ | ------ | ---- | ---- |
| 2006                               | Brisbane Broncos                   | National Rugby League              | 27     | 44     | 11     | 0    | 0    |
| 2007                               | Brisbane Broncos                   | National Rugby League              | 22     | 28     | 7      | 0    | 0    |
| 2008                               | Brisbane Broncos                   | National Rugby League              | 24     | 52     | 13     | 0    | 0    |
| 2009                               | St. George Illawarra Dragons       | National Rugby League              | 22     | 8      | 2      | 0    | 0    |
| 2010                               | St. George Illawarra Dragons       | National Rugby League              | 25     | 8      | 2      | 0    | 0    |
| 2011                               | St. George Illawarra Dragons       | National Rugby League              | 22     | 36     | 9      | 0    | 0    |
| 2012                               | Newcastle Knights                  | National Rugby League              | 22     | 12     | 3      | 0    | 0    |
| 2013                               | Newcastle Knights                  | National Rugby League              | 26     | 44     | 11     | 0    | 0    |
| 2014                               | Newcastle Knights                  | National Rugby League              | 14     | 12     | 3      | 0    | 0    |
| 2015                               | Brisbane Broncos                   | National Rugby League              | 18     | 12     | 3      | 0    | 0    |
| 2016                               | Brisbane Broncos                   | National Rugby League              | 25     | 36     | 9      | 0    | 0    |
| 2017                               | Brisbane Broncos                   | National Rugby League              | 20     | 12     | 3      | 0    | 0    |
| Total Brisbane Broncos             | Total Brisbane Broncos             | Total Brisbane Broncos             | 316    | 184    | 46     | 0    | 0    |
| Total St. George Illawarra Dragons | Total St. George Illawarra Dragons | Total St. George Illawarra Dragons | 69     | 52     | 13     | 0    | 0    |
| Total Newcastle Knights            | Total Newcastle Knights            | Total Newcastle Knights            | 62     | 68     | 17     | 0    | 0    |
| Total                              | Total                              | Total                              | 247    | 292    | 73     | 0    | 0    |